# Katsbina
Katsbina är en ort i Azerbajdzjan.   Den ligger i distriktet Balakən Rayonu, i den nordvästra delen av landet, 300 km nordväst om huvudstaden Baku. Katsbina ligger 300 meter över havet och antalet invånare är 2 110.
Terrängen runt Katsbina är varierad. Närmaste större samhälle är Belokany, 4,8 km nordväst om Katsbina. 
Omgivningarna runt Katsbina är en mosaik av jordbruksmark och naturlig växtlighet. Runt Katsbina är det ganska tätbefolkat, med 96 invånare per kvadratkilometer.